# پرایمر (زیست‌شناسی مولکولی)

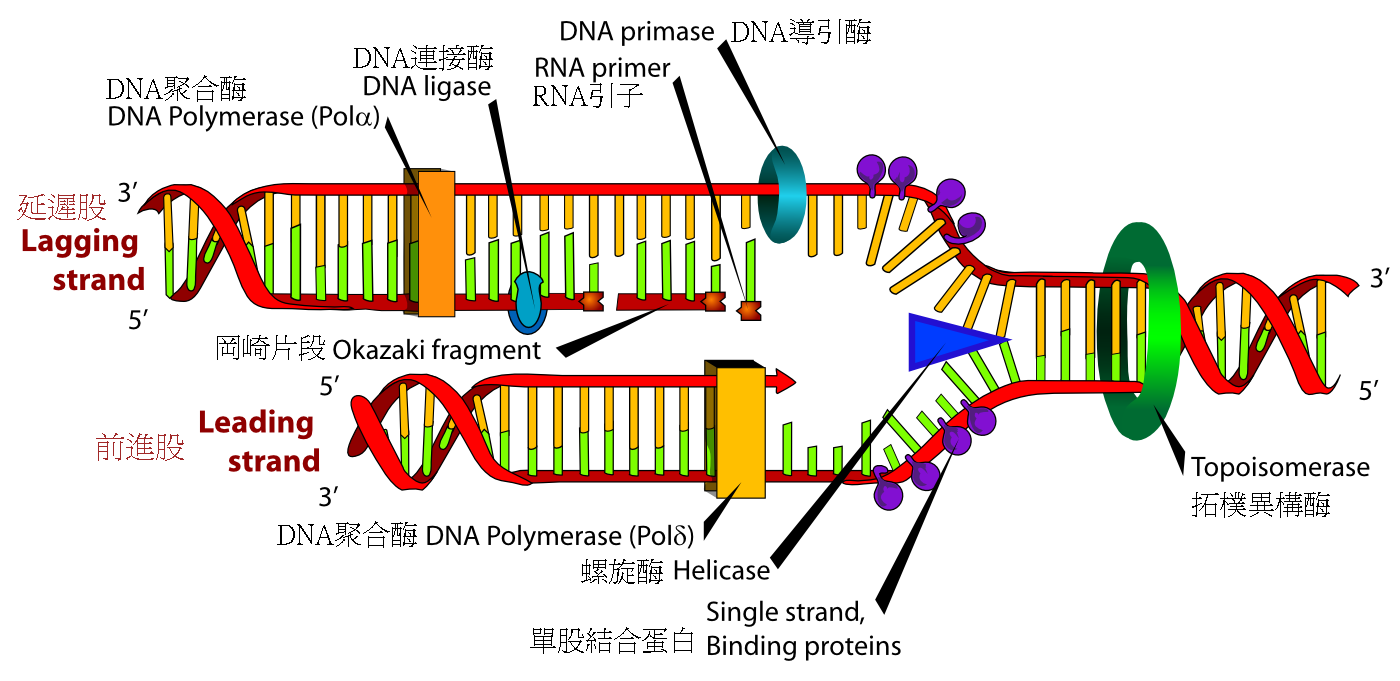
تصویر، فرآیند همانندسازی DNA را نشان می‌دهد که در آن پرایمرها به عنوان قطعات کوتاه RNA یا DNA تک‌رشته‌ای، نقش اساسی در شروع سنتز رشته‌ی جدید DNA توسط DNA پلیمراز دارند.

پرایمر (انگلیسی: Primer) رشتهٔ کوتاهی از آران‌ای یا دی‌ان‌ای است که معمولاً از ۱۸ تا ۲۲ باز تشکیل شده‌است. این رشته کوتاه به عنوان نقطه‌ای برای آغاز سنتز دی‌ان‌ای عمل می‌کند.
پرایمر جزئی ضروری در فرایند همانندسازی دی‌ان‌ای محسوب می‌شود چرا که آنزیم‌های کاتالیز کننده این فرایند (دی‌ان‌ای پلیمرازها) تنها قادر هستند نوکلئوتیدها را به یک رشته موجود از جنس دی‌ان‌ای اضافه کنند. پلیمراز رونویسی را از انتهای '۳ پرایمر آغاز کرده و شروع به کپی کردن رشته مقابل می‌کند.
در رونویسی دی‌ان‌ای در شرایط طبیعی، از رشته‌هایی از جنس آران‌ای که به آن‌ها پرایمر آران‌ای گفته می‌شود، به منظور سنتز دی‌ان‌ای در هر دو رشته پیشرو و پسر استفاده می‌گردد.
از طرف دیگر بسیاری از تکنیک‌های آزمایشگاهی که نیازمند دی‌ان‌ای پلیمراز هستند، از پرایمرهای دی‌ان‌ای استفاده می‌کنند چرا که پرایمرهای دی‌ان‌ای مقاومت دمایی بیشتری دارند. از جمله این تکنیک‌ها می‌توان به توالی‌یابی دی‌ان‌ای (DNA sequencing) و واکنش زنجیره‌ای پلیمراز (polymerase chain reaction) اشاره کرد.
در آزمایشات، استفاده از پرایمری که دمای ذوبش (Tm اش) به دمای اتصال آن به رشته نزدیک باشد، اهمیت دارد. یک پرایمر که دمای ذوبش به‌طور معنی‌داری بالاتر از دمای واکنش اتصال (annealing) است، ممکن است به محل نادرست متصل شده و توالی اشتباه را رونویسی کند. در حالی که اگر دمای ذوب پرایمر به‌طور معنی‌دار کمتر از دمای اتصال رشته باشد، ممکن است نتواند به مکان مورد نظر بچسبد و قطعه تکثیر نشود. این پرایمرها معمولاً الیگونوکلئوتیدهایی کوتاه هستند که به روش شیمیایی سنتز شده‌اند و طولی در حدود ۲۰ بازدارند. آن‌ها به DNAی هدف متصل می‌شوند. پس از آن فرایند نسخه برداری توسط پلیمراز انجام می‌شود.

## استفاده از پرایمرهای سنتتیک
توالی یابی DNA به منظور تعیین نوکلئوتیدهای تشکیل دهنده یک رشتهٔ DNA انجام می‌شود. در روش خاتمه زنجیره سنجر (Sanger chain termination method) که از روشهای توالی یابی محسوب می‌شود، از یک پرایمر جهت آغاز رونویسی در رشته استفاده می‌گردد. گاهی پرایمرها جهت استفاده در فرایند های خاص طراحی می شوند و ممکن است دارای طول بیشتر و همچنین نوکلوتید های تغییر یافته باشند.
در واکنش زنجیره ای پلیمراز، از پرایمرها جهت تعیین قطعات DNAای که باید طی فرایند PCR تکثیر شوند، استفاده می‌شود. طول پرایمرها معمولاً بیش از ۳۰ نوکئوتید نیست. به منظور این که رونویسی آغاز شود لازم است تا پرایمرها به ابتدا و انتهای قطعه DNA متصل شوند. زمانی که پلیمراز، پرایمر را از یک سمت طویل می‌کند، رشته طویل شده به عنوان الگو برای دیگری عمل کرده و به این ترتیب تعداد قطعات هدف به‌طور تساعدی افزایش می‌یابد.

### طراحی پرایمر برای PCR
به منظور این که مرحله اتصال پرایمرها (annealing) طی فرایند PCR به درستی اتفاق بیفتد نیاز است تا هر دو پرایمر (forward و reverse) دمای ذوب مشابهی داشته باشند. توالی پرایمرها باید منحصر به فرد بوده و دربردارنده قطعه DNAی مورد نظر باشند. همچنین باید تا حد ممکن امکان اتصال اشتباه به توالی‌های مشابه وجود نداشته باشد. یک روش متداول که به منظور طراحی پرایمر به کار می‌رود بلاست (BLAST) است. در این روش همه نواحی که امکان اتصال پرایمر به آن‌ها وجود دارد، قابل مشاهده است.
گزینه Primer-BLAST که بستر آن NCBI است امکان طراحی همزمان پرایمر و Blast کردن با توالی را فراهم می‌کند. نرم‌افزارهایی مانند ePrime و Beacon Designer نیز از انواع دیگر این ابزارها هستند. شبیه‌سازی‌های کامپیوتری برای PCR نیز می‌تواند در طراحی پرایمر به ما کمک کند.
برنامه‌های بسیاری برای طراحی پرایمر به صورت آنلاین در دسترس هستند که برخی از آن‌ها به‌طور ویژه برای طراحی پرایمر در فرایند PCR کاربرد دارند.
همچنین از ابزارهایی مانند Primer3Plus و PrimerQuest می‌توان جهت یافتن پرایمرهای جفت شونده با اختصایت بالا استفاده کرد.